# أرشيبالد بورنس
أرشيبالد بورنس (بالإنجليزية: Archibald Burns)‏ هو سياسي نيوزلندي، ولد في 1867 في أوكلاند في نيوزيلندا، وتوفي في 1950.